# Boulevard du Souverain

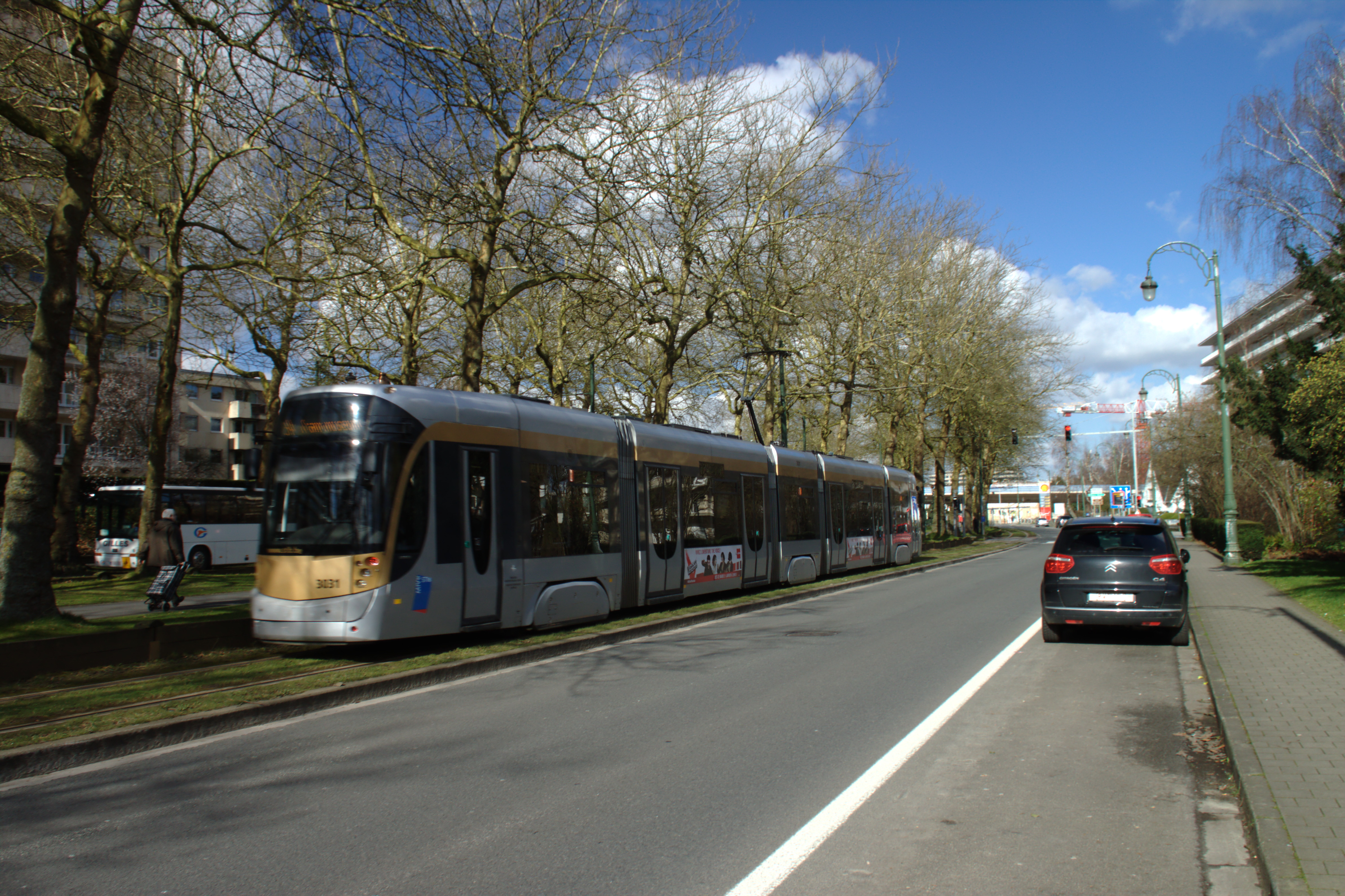
Tram 8 sur le boulevard du Souverain

Le boulevard du Souverain (en néerlandais : Vorstlaan) est un boulevard bruxellois qui traverse les communes de Watermael-Boitsfort, d'Auderghem et de Woluwe-Saint-Pierre où il aboutit sur l'avenue de Tervueren à proximité des étangs Mellaerts. Il longe la vallée de la Woluwe.

## Historique et description

### Le projet (1887-1899)
Le 24 février 1887, Auderghem demanda à être reliée à la future avenue de Tervueren à l’aide d’une grande voie de liaison à établir au cœur même de la vallée de la Woluwe et qui desservirait en même temps Boitsfort et, au-delà, la commune d’Uccle. Le projet qui fut développé à l’époque ne répondait pas entièrement à la demande et fut jugé trop dispendieux.
Fin 1887, l’avant-projet d'une nouvelle étude en concertation avec Boitsfort fut accepté par les conseils des deux communes, mais ce plan se heurtait à un conflit d'intérêts dans le chef du bourgmestre Chaudron sur les propriétés duquel la route devait passer.
En 1893, lorsqu’il fut question de tracer l’avenue de Tervueren, Auderghem sut tirer profit de ce projet pour une nouvelle remise à l’ordre du jour de la route. À la suite de ses arguments, la construction de la nouvelle route fut agréée par le Ministre des Travaux publics, le 17 mai 1894. Auderghem et Boitsfort acquièrent alors les terrains nécessaires et entament les travaux de détournement de la Woluwe. L'avant-projet des Ponts et Chaussées prévoit une largeur de voie de 15 mètres, après avis de l'inspecteur-voyer Victor Besme.
Le 23 novembre 1896, la commune envoie une supplique au roi Léopold II dans laquelle elle sollicite son appui pour la construction de la voie (com)promise.

### La construction (1899-1910)
En mai 1899, une nouvelle solution est proposée : l'entrepreneur Edmond Parmentier se voit désigné concessionnaire de l'avenue et délégué les droits et charges d'expropriation. La largeur de la voirie est portée à 41m, avec de part et d'autre des zones de recul de 9,50m. Pour financer l'avenue, le gouvernement amende son projet de budget 1899 en l'augmentant de 50 %, soit 1,5 million de francs.
En avril 1900, une convention entre l'État et Parmentier prévoit que ce dernier fera l'acquisition des terrains expropriés et aura la charge du tracé et des terrassements de l'avenue, à réaliser dans un délai de cinq ans et demi après la date de l'AR autorisant les expropriations.
Milieu 1901, Parmentier commence enfin les travaux. Ils vont soudain s'arrêter, en avril 1902. La commune introduit alors d'innombrables plaintes auprès de l’État, vu les effets préjudiciables engendrés. Ces réclamations laissèrent le chantier silencieux de 1902 à 1906.
Dès son entrée au conseil, en 1907, le conseiller catholique, M. Herrmann, fit assigner M. Parmentier et l’État belge devant les tribunaux et obtint à diverses reprises la nomination d’experts qui constatèrent non seulement l’inachèvement du boulevard, mais aussi le complet abandon des travaux.
Finalement, la justice donna raison à Auderghem, mais celle-ci conclut un accord à l’amiable prévoyant la reprise des travaux en 1909.

### L'aboutissement
L’inauguration du boulevard eut lieu en 1910.[réf. souhaitée]
Le boulevard devint un joyau d’architecture urbaine avec deux trottoirs d’environ 4 m, une large bande de circulation de 8 m, un chemin réservé aux cavaliers large de 4,50 m, une bande de quelque 7 m réservée aux promeneurs, une piste cyclable, un site propre pour deux tramways et une deuxième chaussée pour les automobiles. Au total, une largeur de 41 m. En outre, il fut planté de quatre rangées de platanes et il devint la première voie publique d'Auderghem éclairée à l’électricité. Aujourd'hui, le boulevard fait partie des boulevards de la troisième ceinture de Bruxelles dont le profil a plusieurs voies avec feux de signalisation ne doit pas les faire confondre avec des autoroutes.
Pour souligner le rôle déterminant du roi dans la création de routes importantes aux alentours de Bruxelles, le collège de Boitsfort avait entre-temps fait choix du nom du boulevard en construction. Le 30 juin 1905, l’appellation boulevard du Souverain fut votée à l’unanimité. Auderghem marqua son accord à ce sujet.

### Les abords
- Premier permis de bâtir délivré le 3 juin 1911 à la villa Van Haelteren, au no 382. Après la Seconde Guerre mondiale, elle abrita durant quelques années l’athénée royal flamand.

Il faut encore préciser que l’actuelle entrée de Val-duchesse au boulevard du Souverain n’y sera aménagée que plus tard.
Le boulevard du Souverain réunit quatre œuvres d’art ornant ses voies publiques :
- le buste de Léopold II, square du Souverain,
- le monument commémoratif aux victimes de la guerre issues de la commune, rond-point du Souverain,
- l’œuvre d’art de Jacques Moeschal placée à l’entrée du Centre culturel et, à côté d’elle :
- la petite statue Anne-Pascale, d’Alfred Blondel.

## Galerie

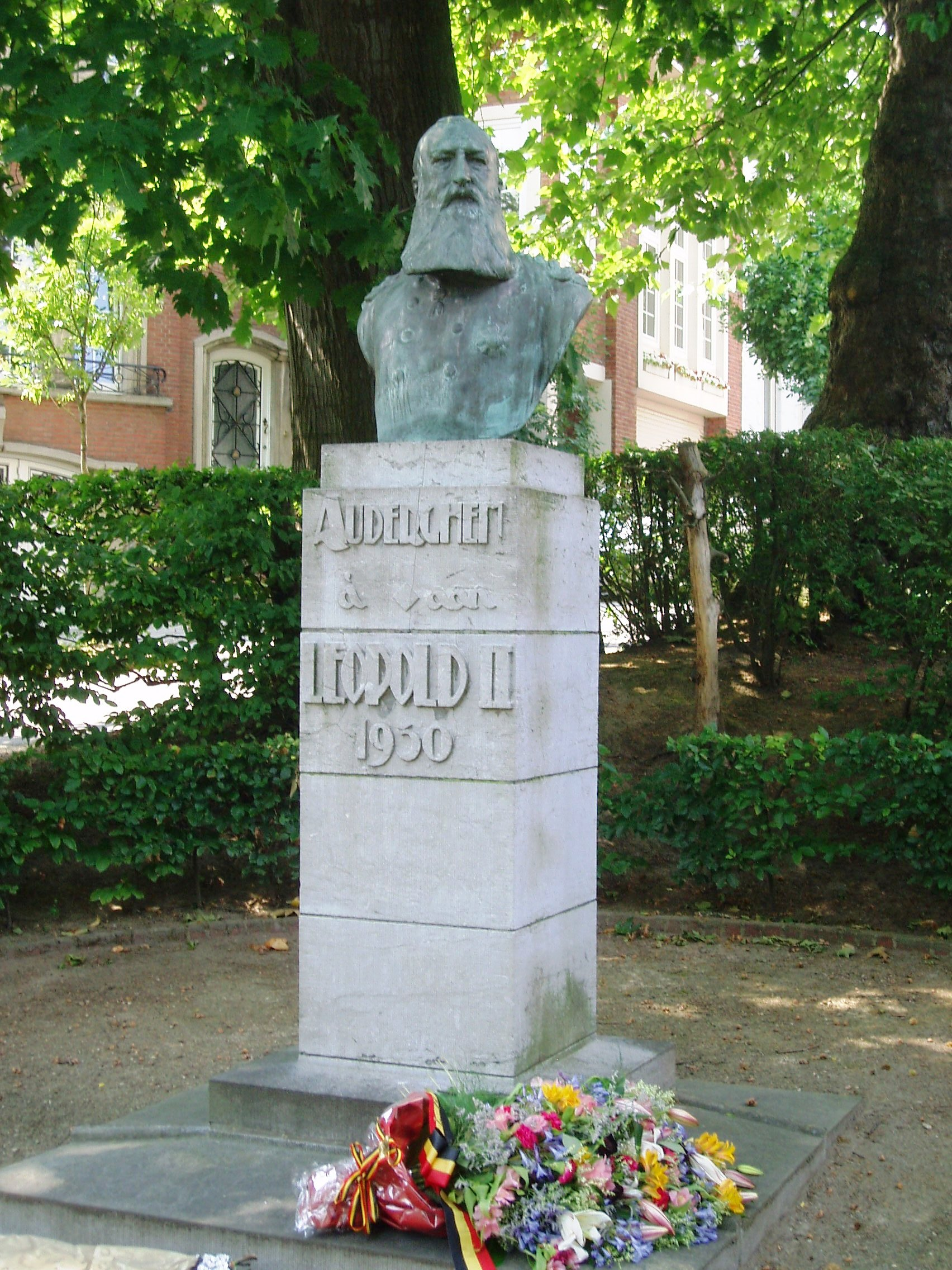
Le buste de Léopold II au square du Souverain.
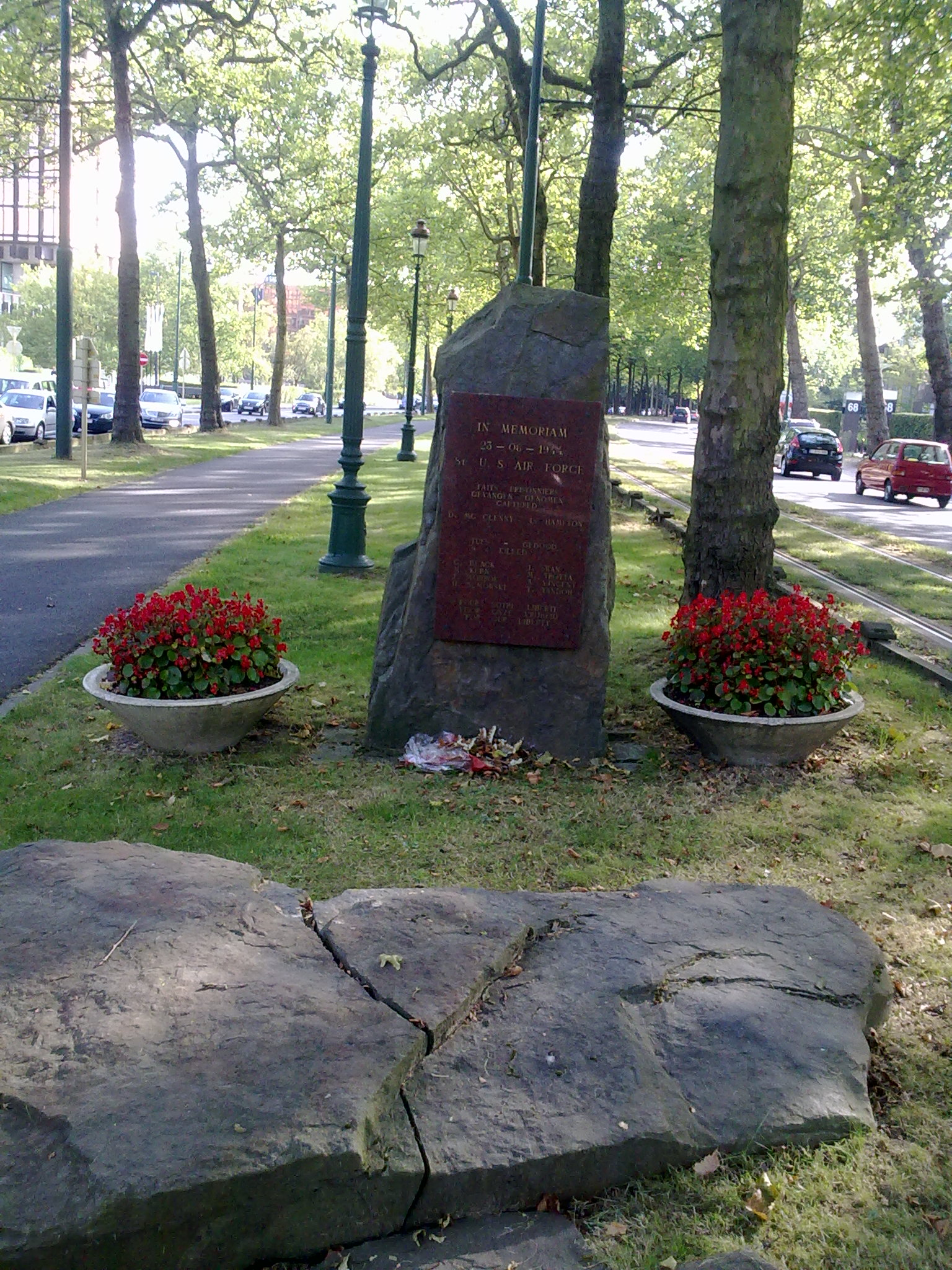
Monument aux aviateurs US tombés le 23 juin 1944.